# کوجیدان
کوجیدان (به ژاپنی: 古事談 Kojidan) کتابی است به زبان ژاپنی از نوع حکایت لطیفه‌وار یا فولکلور که توسط میناموتو نو آکیکانه بین سال‌های ۱۲۱۲ تا ۱۲۱۵ در اوایل دوره کاماکورا جمع‌آوری و نوشته شده‌است. این کتاب شامل ۶ جلد و ۴۶۲ حکایت است.